# İnegöl
İnegöl (conhecido como Ἀγγελόκωμις, Angelokomis no período bizantino)   é um município e distrito da província de Bursa, Turquia .  Sua área é 1.118 km 2,  e sua população era de 294.485 em 2022. 

Embora consideravelmente mais silencioso do que os vizinhos Bursa e Esquixequir, İnegöl mantém atrações suficientes para torná-lo interessante para os turistas para uma escala de um ou dois dias, além de possuir atrações naturais próximas suficientemente preservadas para mantê-lo ocupado durante estadias mais longas. Atrações turísticas notáveis são İnegöl Kent Müzesi  e a Mesquita Histórica de İshakpaşa.  Perto de İnegöl fica o balneário de Oylat (também conhecido como Fonte Termal de Oylat ), adjacente à Caverna Oylat . İnegöl também está convenientemente localizado perto de Uludağ, uma popular estação de esqui durante os meses de inverno.

## História
De 1867 a 1922, İnegöl fez parte da vilaiete de Hüdavendigâr. Foi capturado pelo exército grego durante a Guerra Greco-Turca de 1919–1922 porém foi retomado pelos turcos durante a Grande Ofensiva.